# Венети (келтско племе)
Вижте пояснителната страница за други значения на Венети.
Венетите са морско келтско племе, което е живяло на територията на днешния полуостров Бретан (Франция), който в римско време е бил част от по-голям район, наречен Арморика. Те дават името си на днешния модерен град Ван. През 56 пр.н.е. венетите залавят няколко от офицерите на Юлий Цезар, недоволни от условията, които той им поставя. Римският военачалник събира армията си и разбива племето в морската битка при Морбиян.